# Daimler-Benz DB 600
El Daimler-Benz DB 600 fue un motor de aviación alemán en configuración V12 invertida, empleado en aparatos de la Luftwaffe y origen del más conocido Daimler-Benz DB 601.

## Diseño y desarrollo
El origen del DB 600 es el motor F 2, primer diseño de Daimler-Benz con doce cilindros en V. Directamente derivados fueron tanto el Daimler-Benz DB 602, motor diésel en configuración V16, como el DB 600, innovador en la disposición invertida de los cilindros, es decir, el cigüeñal estaba "arriba" y los cilindros "abajo".
Diseñado para ser ligero, el bloque era de dural, una resistente aleación de aluminio, cobre y magnesio, mientras que las bancadas de cilindros estaban realizadas con silumin, aluminio aleado con silicio. Las tres partes se unían mediante espárragos roscados de acero, consiguiéndose una potencia de casi 1000 HP para un peso inferior a los 700 kg.
El primer diseño estuvo listo en 1934, empezando a instalarse los primeros prototipos en diciembre de 1935, siendo el primer aparato motorizado con un DB 600 el Heinkel He 118V2, seguido por el Heinkel He 111V5 en enero de 1936, y el Messerschmitt Bf 110V1 en mayo del mismo año. La mayor parte de los motores acabaron instalados en las versiones B, D y J del He 111.
Mejoras en el compresor, y sobre todo, la sustitución de la carburación por un sistema de inyección llevaron a su evolución en el Daimler-Benz DB 601.

## Aplicaciones
- Arado Ar 197 V1. Prototipo de variante naval del Arado Ar 68.
- Dornier Do 17 S-0. Tres aviones de preproducción.
- Focke-Wulf Fw 187 V6.
- Heinkel He 60C. Un avión de pruebas.
- Heinkel He 111
  - Prototipo V5: DB 600A.
  - Versiones B-1, B-2: DB 600C.
  - Versión G-4: DB 600G.
  - Versión G-5: DB 600C.
  - Versión J-1: DB 600C.
- Heinkel He 112. Prototipos V7 y V8.
- Heinkel He 114. Tres He 114 B-2 exportados a Rumanía.
- Junkers Ju 90 V1.
- Henschel Hs 128 V1. Avión experimental.
- Messerschmitt Bf 109. Prototipos desde el V10 al V14.
- Messerschmitt Bf 110. Prototipos V1, V2 y V3.
- Messerschmitt Bf 162. Prototipos V1 y V2.

## Especificaciones (DB 600A)
Referencia datos:
- Tipo: Motor V12 invertida
- Diámetro: 150 mm
- Carrera: 160 mm
- Desplazamiento: 33,93 l
- Peso: 679-687 kg
- Admisión: Compresor centrífugo
- Alimentación: Carburador
- Refrigeración: Agua presurizada y glicol
- Potencia: 986 HP al despegue, 910 HP a 4.000 m

### Desarrollos relacionados
- Daimler-Benz DB 601

### Motores similares
- Junkers Jumo 211
- Allison V-1710
- Rolls-Royce Merlin

### Listas relacionadas
- Anexo:Motores aeronáuticos